# Stockholms Elevråd
Stockholms elevråd är ett samarbete mellan elevråd i Stockholms län. 

## Historia
Stockholms Elevråd var den första samarbetsorganisationen för elevråd och grundades av elevråd i Stockholmsområdet redan 1948, då under namnet Stockholms Elevråds Organisation. 1952 tog Stockholms Elevråd initiativ till grundandet av den rikstäckande samarbetsorganisationen för elevråd Sveriges Elevråds Centralorganisation Då döptes organisationen om till Elevorganisationen i Stockholms län. 2004 blev de olika distrikten åter igen autonoma och man började med att byta namn till Stockholms Elevråds distriktsorganisation men 2005 slopade man distriktsorganisation. 